# BRM NG-5
Bristell NG 5 — лёгкий спортивный самолёт, изготовленный Чешской компанией BRM Aero. Это моноплан с низким расположением крыла и двумя сидениями, используется в основном для обучения начинающих пилотов, а также для разгона планёров. Существует вариант с убирающимися шасси.
Впервые показан на авиасалоне AERO Friedrichshafen в 2011 году в варианте с убирающимся шасси.